# زرجه بستان
زرجه بستان روستایی از توابع بخش مرکزی شهرستان آبیک در استان قزوین ایران است. که از لحاظ وسعت جغرافیایی از بزرگ‌ترین روستاهای استان قزوین با مراتع و مزارع بسیار که پوشش گیاهی این منطقه بسیار غنی است و گیاهان دارویی کمیاب و باارزشی در آن می‌روید که از آن جمله می‌توان به گزنه، زنجبیل، چای کوهی، ریواس، آویشن و بابونه اشاره کرد. زرجه بستان همچنین دارای باغات سرسبز انگور، گردو، بادام و میوه‌های مختلف است زرج در زبان محلی به معنای کبک و علت نام گذاری این روستا به خاطر وجود کبک زیاد در این منطقه می‌باشد.
(۱)
مردم این روستا هنوز به زبان باستانی تاتی سخن می‌گویند.
زرجه بستان از زیباترین روستاها از لحاظ پوشش گیاهی و باغستان با معماری قدیمی و هم جدید در حال حاضر مورد توجه توریستهای بسیاری قرار گرفته و بدون تردید در این زمینه جزو برترینهای استان قزوین با دسترسی بسیار آسان از تهران و قزوین می‌باشد
هنر اصیل تعزیه از بیشینه بسیار زیادی در این روستا برخوردار بوده و خاستگاه اصلی تعزیه ایران می‌باشد اساتیدی همچون میزا علی پا کنفس در قدیم احمد بلبل هنرمند نامی معاصر و محسن گیوه کش از برترین‌های عصر حاضر هنر تعزیه ایران و جهان از روستای زرجه بستان بپا خواسته‌اند

## پوشش جانوری

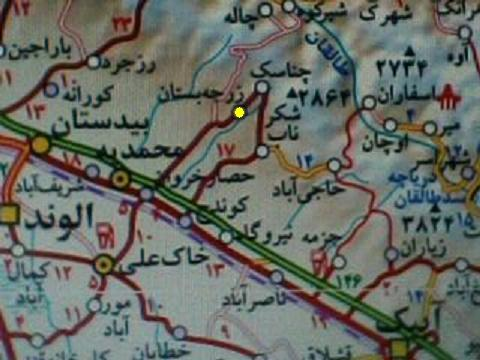
نقشه مسیر

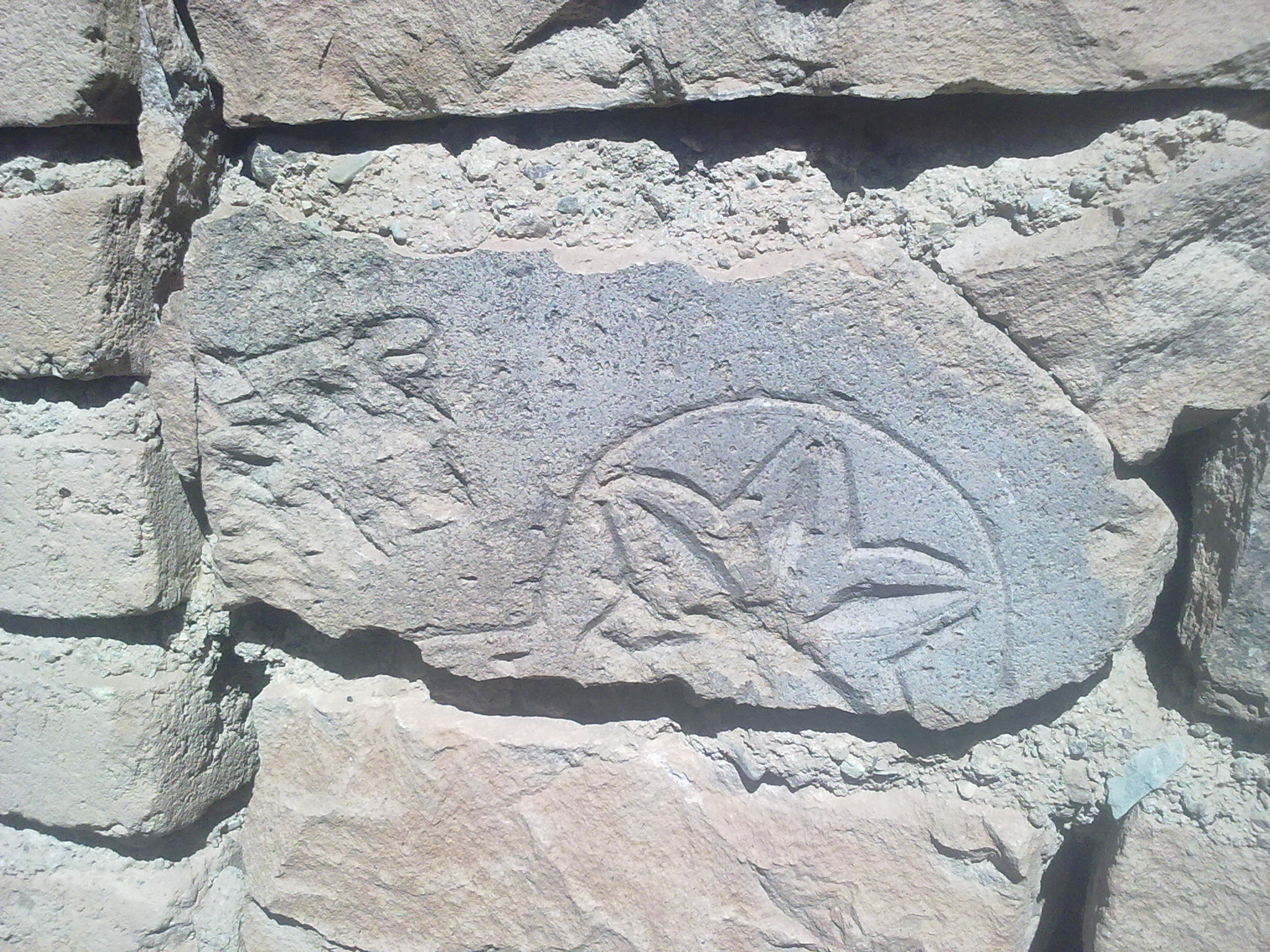
سنگ تراشیده شده به شکل ستاره که شور بختانه از جای خود خارج شده و در خانه سازی به کار رفته (مربوط به چه دوره‌ای:نامعلوم)

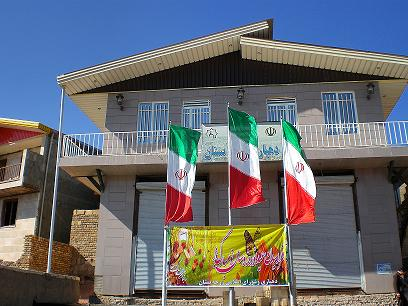
دهیاری روستای زرجه بستان

از نظر پوشش جانوری نیز زرجه بستان از وضعیت نسبتاً خوبی برخوردار است. هرچند در سال‌های اخیر به دلیل شکار غیرمجاز و تخریب محیط‌زیست از جمعیت جانوری این ناحیه کاسته شده، ولی هنوز هم می‌توان حیواناتی مانند شغال، روباه، گرگ، گراز، آهو و خارپشت را در آن مشاهده کرد. لازم است ذکر شود زرج (بافتح <ز> وکسر <ر>) در زبان محلی به معنای کبک است و در گذشته به خاطر وجود تعداد زیاد کبک و قرقاول، نام زرجه بستان را بر این منطقه گذاشته‌اند.(۱)

## بناهای تاریخی
یکی دیگر از جاذبه‌های گردشگری زرجه بستان، آثار باستانی و بناهای تاریخی متعدد در اطراف آن است؛ برخی از این بناها قدمتی چندهزار ساله دارد. وجود بقایای قلعه‌های قدیمی قلاءکمر و قوطی‌قلاء هم بیانگر آن است که این ناحیه در گذشته از ارزش نظامی برخوردار بوده و از همین قلعه‌ها امنیت نواحی اطراف تأمین می‌شده‌است. غیر از گورستانی قدیمی که در نزدیکی امامزاده سیدپاک قرار دارد و دارای سنگ نوشته‌های کهن و نقاشی شده‌است، در قسمت شمال غربی روستا هم بقایای قبرستانی متعلق به زرتشتیان کشف شده که حکایت از وجود ادیان مختلف در این منطقه می‌کند.
چندی پیش نیز به صورت اتفاقی، در نزدیکی چشمه لاله‌باغ آثار مربوط به حمامی مربوط به دوره سلجوقیان کشف شد. اما شاید بتوان مهم‌ترین اثر باستانی کشف شده را در اطراف روستا پشت سید پاک در جستن آباد زرجه بستان گورستان مربوطه به قبل از میلاد مسیح جستجو کرد،(۲)

## جمعیت واهالی
این روستا در دهستان کوهپایه غربی قرار دارد و براساس سرشماری مرکز آمار ایران در سال ۱۳۹۵، جمعیت آن حدود۴۹۸نفر (۲۲۴خانوار) بوده‌است.